# Nybergsund IL-Trysil
Nybergsund IL-Trysil ist ein norwegischer Fußballverein aus dem Tettsted Nybergsund. Die Mannschaft spielte vier Spielzeiten in der zweithöchsten Spielklasse des Landes.

## Geschichte
Der am 17. März 1918 gegründete Klub spielte lange Zeit im unterklassigen Ligabereich, wobei sich die Mannschaft seit Ende der 1980er Jahre in der dritthöchsten Spielklasse etabliert hatte. 2007 wurde eine der erfolgreichsten Zeiten des Klubs eingeleitet, als die Mannschaft das Viertelfinale im Landespokal erreichte – das erste Mal seit über 30 Jahren, dass ein Drittligist so weit kam. Zwar scheiterte die Mannschaft dort mit einer 1:6-Niederlage deutlich am FK Haugesund, am Saisonende stieg sie jedoch erstmals in die Zweitklassigkeit auf.
In der Adeccoligaen platzierte sich Nybergsund IL-Trysil in den ersten Jahren im mittleren Tabellenbereich, die beste Platzierung gelang in der ersten Spielzeit 2008 als Tabellenachter. In der Spielzeit 2011 gewann die Mannschaft nur sechs der 30 Saisonspiele und belegte gemeinsam mit Asker Fotball, Randaberg IL und Løv-Ham Fotball einen Abstiegsplatz. In der dritten Spielklasse verpasste die Mannschaft mit mittleren Tabellenplätzen den Wiederaufstieg.